# Duruelo de la Sierra
Duruelo de la Sierra est une commune espagnole, de la province de Soria, en Castille et León.

## Géographie
La commune occupe une surface de 44,55 km2, avec une population de 1.473 habitants et une densité de 31,56 hab/km2. Le village est situé à une altitude de 1246 m, tandis que les pics d'Urbión situés sur son territoire culminent à 2228,76 m. Altitude moyenne : 1199 m.

## Histoire
Au Moyen Âge, une partie des habitants de ce village part construire et peupler le village de Duruelo, après la reconquête de la Castille.

## Jumelages
- Porto (Portugal) (Portugal)